# پولادی (هزاره)
پولادی، فولادی، پولادا دای فولاد قبیله‌ای از شاخه جنوب هزاره‌ها است که محل سکونت اصلی آن‌ها ولسوالی اجرستان  (دایه ) و ولسوالی مالستان است . دای فولادی‌ها به غیر از این دو ولسوالی در ولسوالی شولگره ولایت بلخ، ولسوالی دره صوف ولایت سمنگان، دره فولادی ولایت بامیان، ولسوالی کجران ولایت دایکندی و بعضی از نقاط ولایت ارزگان زندگی می‌کنند که به نام حاج خدارحم فولادی باغچاری است. با تایید منابع مهم، پولادی در میان هشت قبیله بزرگ هزاره‌ها قرار دارد.
مطالعات حاکی از آن است که قبایل: ملکی، باسی، مریدی، بهادر، مکنک، کیم سونگ، جمال کلان،  کلان زائده، خوردک زائده، میرآدینه،غیبی، چاکر، طبسی، پنج پای، زیرمجموعه پولادی هستند و به ویژه قبیله داهلا (احتمالاً منقرض شده) زیرمجموعه فولادی بوده است. زیر قبایل دای فولاد عبارت‌اند از: کلدان زایی موسات طبسی پنج پای حاجی جمال و غیره.

## افراد مشهور
- حسن پولادی
- عبدالعدل دایفولادی
- استاد علیزاده مالستانی
- نادرعلی حجتی
- داوود ناجی
- شریف عظیمی
- میرزا خضر خان هزاره
- میرزا سنجر خان هزاره
- مرحوم جنرال آصف خان
- بنیاد خان هزاره
- محمد یونس خان هزاره
- جرس علی خان هزاره
- محمد علی دای فولادی
- محسن مهدوی
- شیخ کلان یا آخوند محمدعلی
- ملاسهراب
- یوسف عارفی
- آخوند ناصر علی
- موسی قریدار
- اکبری مالستانی
- معلم هاشم خان
- حاجی رحیم نعیم
- صالحی داله
- امینی داله